# Quần đảo Shantar
Quần đảo Shantar (tiếng Nga: Шантарские острова, đã Latinh hoá: Shantarskiye ostrova) là một nhóm gồm 15 hòn đảo nằm ở ngoài khơi gần bờ biển tây bắc của biển Okhotsk, phía đông của vịnh Uda và phía bắc của vịnh Academy. Hầu hết các đảo đều có những vách đá gồ ghề với chiều cao vừa phải. Điểm cao nhất trong nhóm đảo là 720 mét.

## Địa lý
Nhóm đảo này thuộc chủ quyền của Nga như một phần thuộc hành chính của tỉnh Khabarovsk.
Các đảo chính bao gồm:
- Bolshoy Shantar: Là hòn đảo lớn nhất trong quần đảo Shantar, với diện tích 1790 km². Hòn đảo có chiều dài 72 km và rộng 49 km. Ở cuối phía bắc của hòn đảo có một hồ nước lợ được nối với biển thông qua một dòng chảy nhỏ.[3]
- Feklistova: Là hòn đảo lớn thứ hai với diện tích 372 km².
- Maly Shantar: Có diện tích 100 km².
- Belichy là hòn đảo gần bờ biển nhất.
- Các đảo khác bao gồm Prokofyeva, Sakharnaya Golova, Kusova, Ptichy, Utichiy và Yuzhnyy.

## Lịch sử
Các hòn đảo hiện không có người ở nhưng nó được biết đến như là ngư trường cho bộ tộc người Nivkh. Chuyến thăm dò đầu tiên tới quần đảo Shantar là vào tháng 4 năm 1640, khi nhà thám hiểm người Nga Ivan Moskvitin đi thuyền đến cửa sông Amur với một nhóm người Cossacks đã phát hiện quần đảo Shantar trên đường trở về. Moskvitin báo cáo về khám phá của mình Hoàng tử Shcherbatov ở Tomsk. Dựa trên thông tin của Ivan Moskvitin, bản đồ đầu tiên của Nga về vùng Viễn Đông được vẽ vào tháng 3 năm 1642. Quần đảo Shantar cũng được thám hiểm bởi những nhà khảo sát Nga từ 1711 đến 1725.
Những con tàu săn bắt cá voi đã tới khu vực này để săn bắt những con Cá voi đầu cong từ năm 1852 đến năm 1907. Họ neo đậu giữa các đảo để những con cá voi vào ở phía nam và phía tây ở vịnh Uda, Tugur và Ulban. Những con tàu này cũng trú ẩn tại các đảo Bolshoy Shantar, Medvezhy, Maly Shantar và Feklistova trước những con bão biển và cũng là để lấy thêm nước ngọt. Ít nhất bốn con tàu đã bị đắm tại khu vực này, bao gồm một tại Sivuch'i, một tại Medvezhy và hai là ở Bolshoy Shantar trong các trận lốc từ tháng 10 năm 1858 tới tháng 8 năm 1907.
Cuối năm 2013, vườn quốc gia Quần đảo Shantar được thành lập bởi các nhà khoa học và cơ quan bảo tồn của Nga với sự hỗ trợ của Quỹ Quốc tế Bảo vệ Thiên nhiên (WWF) và một số tổ chức bảo vệ động vật hoang dã khác. Mục đích để bảo vệ môi trường sống cho nhiều loài động vật có vú biển quan trọng có mặt tại đây bao gồm Cá voi đầu cong, Cá voi trắng, Cá voi sát thủ, Cá voi Minke, Sư tử biển Steller cùng với loài cá hồi và các loài chim biển.

## Sinh thái học

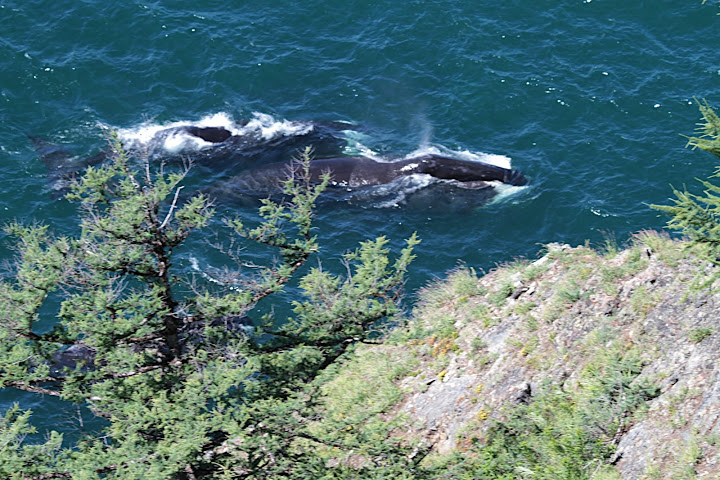
Cá voi đầu cong bơi gần vách đá tại Eo biển Lindgolm (пролив Линдгольма)

Không có dân cư thường trú trên các đảo, nhưng các đảo vẫn được các ngư dân sử dụng như là nơi trú ẩn trong các chuyến đánh bắt cá dài ngày. Các hoạt động kinh tế khác trên quần đảo bao gồm săn bắt và bẫy chim cùng hoạt động khai thác gỗ mà trước đây được thực hiện một cách bất hợp pháp. Trên những hòn đảo lớn trong quần đảo là các cánh rừng vân sam. Các loài cây khác bao gồm Vân sam Siberi, Thông rụng lá Dahurian, Thông núi Thụy Sĩ.
Quần đảo là nơi có nhiều loài chim bị đe dọa bao gồm Cú ăn cá Blakiston, Ó cá, Hạc đen, Le hôi cổ đỏ, Cắt Bắc Cực, Dẽ giun, Đại bàng biển Steller, Gà gô Siberi. Vào mùa xuân và hè, một số loài chim biển làm tổ trên các hòn đảo như Mòng biển Thái Bình Dương, Mòng biển đầu đen, Hải âu cổ rụt sừng, Hải âu cổ rụt mào lông, Cốc Baird cùng nhiều loài khác.
Về các loài động vật có vú, Gấu nâu Kamchatka, Chồn zibelin, Chồn mactet, tuần lộc, Cáo đỏ, Rái cá sông là các loài phổ biến. Các con sông trên các đảo là nơi sinh trưởng của các loài Cá tầm, Cá hồi, Cá hồi chấm cùng nhiều loài cá khác.
Các vùng biển quanh các đảo ven biển bị đóng băng trong khoảng 8 tháng trong năm. Và nó là nơi có nhiều loài có thú biển bị đe dọa gồm các loài Động vật chân màng (như Hải cẩu cảng biển, Hải cẩu râu, Hải cẩu ruy băng, Sư tử biển Steller), Rái cá biển và nhiều loài Cá voi như Cá voi Minke, Cá voi sát thủ và các loài cá voi cực kỳ nguy cấp là Cá voi xám, cá voi đầu cong, cá voi trắng.
Mặc dù có rất ít bằng chứng rõ ràng về tác động của con người nhưng hệ sinh thái quần đảo Shantar đang bị đe dọa. Một trong những mối đe dọa nghiêm trọng nhất đối với môi trường của Quần đảo Shantar là một nhà máy thủy điện thủy triều được đề xuất xây dựng, hiện đang tạm hoãn lại vì thiếu vốn. Du lịch và nghỉ dưỡng tại quần đảo cũng bị hạn chế do số lượng khách du lịch tới đây tăng trong những năm gần đây.